# NGC 5637
NGC 5637 is een spiraalvormig sterrenstelsel in het sterrenbeeld Ossenhoeder. Het hemelobject werd op 10 april 1785 ontdekt door de Duits-Britse astronoom William Herschel.

## Synoniemen
- UGC 9293
- MCG 4-34-37
- ZWG 133.69
- KUG 1426+234
- IRAS 14267+2324
- PGC 51736